# Negropont
Negropont  (tal. Signoria di Negroponte, direktni prijevod: Gospoština Negropont) je bila križarska država na grčkom otoku Eubeji nastala nakon podjele Bizanta (Partitio terrarum imperii Romaniae) poslije 4. križarskog rata. 
Zapadna vlast na Negropontu uvedena je 1204. godine kao dio Ahejske Kneževine, dan poslije opsade Carigrada i uspostave Latinskog Carstva. Prema sporazumima koje su preuzeli mletački dužd Enrico Dandolo i ostali vođe četvrtoga križarskog pohoda (partitio imperii Romaniae) Serenissima je dobila sjeverne i južne dijelove otoka, ostavivši središnji dio s glavnim naseljem Halkidom Bonifaciju I. od Monferrata iz dinastije Aleramici koji je postao kralj Soluna.
Međutim, Bonifacij je preduhitrio Mlečane. Markiz Bonifacij di Monferrato je preko jednog svog baruna u proljeće 1205. okupirao cijeli otok i dodijelio ga je u feud ratnom drugu Jacquesu d'Avensesu. Međutim, prijevremenim nestankog potonjeg, malo vremena poslije markiz je podijelio teritorij u trijumvirat, na tri trećine (terzi) koje je dodijelio drugim križarima, njegovim vazalima, (svi Veronjani): Oreoi (terzero del Rio) na sjeveru otišao je Pegoraru di Mercà nuovu; Karystos (terzero di Caristo) pripao je Ravanu dalle Carceriju; Halkida (terzero della Clissura) u središnjem dijelu koncesirana je Gibertu I. da Verona (dalle Carceri). Dio grada Halkide morao je biti u rukama svih triju gospodara zajedno i nedjeljivo. Ali 1208. godine je smrću Giberta i odlaskom Pegorara koji se vratio u Italiju, Dalle Carceri je postao jedini feudalac na otoku.
U Halkidi je bio glavni grad. Bio je okružen mletačkim prekomorskim posjedima ( Stato da Màr) te je vrlo brzo pao pod utjecaj Mletačke Republike. 
Gospodari trećine Halkide bili su većinom iz obitelji dalle Carceri, Pallavicini te ostali. A kad je postala mletački dominij, gospodari su bili iz obitelji Zorzi. U trećini Karystu bili su većinom iz obitelji dalle Carceri, de Cicone i da Verona. Za katalonske okupacije vladari su bili iz obitelji Fadrique, a kad je postala mletački dominij, gospodari su bili iz obitelji Zorzi. U trećini Oreoiu gospodarii su većinom bili iz obitelji dalle Carceri, da Verona i Ghisi. 
Društveni slojevi bili su plemstvo, kler i puk. Državna vjera bio je katolicizam, najraširenije pravoslavlje a tu je bilo i židovskih vjernika. Država nije bila u potpunosti samostalna, nego je bila satelitska država ovisna o Mletačkoj Republici i Latinskom Carstvu (Ahejska Kneževina).
Gospoština je iskusila u potpunosti ili djelimice ponovnu bizantsku vlast, katalonsku okupaciju i na kraju prelazak u mletački dominij.
Od oko 1390. godine, otok je postao mletački prekomorski posjed, tj. kolonija kao Kraljevstvo Negropont (vec. Regno di Negroponte).
Prestalo je postojati osmanskim osvajanjem 12. srpnja 1470. godine. 